# Emilie Mehl
Emilie Mehl, née le 8 août 1993 à Lørenskog en Norvège, est une femme politique norvégienne, membre du Parti du centre.
Elle est députée au Parlement depuis 2017 et ministre de la Justice de 2021 à 2025 dans le gouvernement Støre.

## Biographie

### Jeunesse, formation
Emilie Enger Mehl naît à Lørenskog, dans le comté d'Akershus, le 8 août 1993. Elle est la fille d'Eivind Mehl et d'Ellen Enger Müller. Elle obtient une maîtrise en droit de la faculté de droit de l'université d'Oslo,.

### Téléréalité
Emilie Mehl commence à être connue lorsqu'elle gagne la première saison (2015) de l'émission de téléréalité norvégienne Anno (no).
Elle participe plus tard à la troisième saison de Kompani Lauritzen (no), sans vouloir de salaire pour sa participation, demandant que sa rémunération soit reversée à des organisations caritatives. Elle a ensuite remporté la saison.

### Carrière politique

#### Élue locale
Emilie Mehl est élue en 2015 représentante au conseil du comté de Hedmark.

#### Élue au parlement
Emilie Mehl est élue représentante au Storting (le parlement norvégien) pour la période 2017-2021 pour le Parti du centre. Elle est membre de la Commission permanente de la justice de 2017 à 2020, et membre de l'Assemblée parlementaire du Conseil de l'Europe de 2017 à 2021. De 2020 à 2021, elle fait partie de la commission permanente des affaires étrangères et de la défense et de la commission élargie des affaires étrangères et de la défense. Elle est ensuite réélue au Storting pour la période 2021-2025, puis elle est remplacée par la députée Margrethe Haarr à partir d'octobre 2021 quand elle est nommée ministre dans le gouvernement Støre.

#### Ministre de la Justice
Emilie Mehl est nommée ministre de la Justice le 14 octobre 2021. Lors de sa nomination, elle est la plus jeune personne du pays à exercer les fonctions de ministre de la justice.
Sa première action comme ministre est le dépôt de fleurs pour les victimes de l'attentat de Kongsberg, attaque qui s'est produite la veille de sa nomination. Elle était accompagnée du Premier ministre.
En octobre 2021, Emilie Mehl évoque le problème d'abus de pouvoir présumés de la part de la police, lors d'enquêtes sur des affaires de drogue.
Début novembre, elle se concentre sur le  fusillades dans la capitale : huit jeunes hommes avaient été abattus (par d'autres civils) en l'espace de dix semaines,,.
Le service correctionnel norvégien propose de réduire le nombre de prisons de 32 à 13 établissements ; elle rejette cette proposition,.
Emilie Mehl comparaît en mai 2022 devant le Comité permanent de la justice à propos d'une polémique concernant Hans Sverre Sjøvold, chef du service de sécurité de la police. Il démissionne le mois suivant.
Une pénurie de passeports vierges à partir de mai 2022 provoque un goulot d'étranglement pour la délivrance des passeports par les autorités,. Emilie Mehl avait prévenu en mars précédent, d'une période à venir où de nombreux demandeurs de passeports devraient attendre des périodes très longues ; c'est Thales Group qui était responsable de la production des passeports.
Le gouvernement propose de modifier le système judiciaire,. Les modifications du système judiciaire font l'objet d'évaluation,. Concernant les changements proposés, elle indique en mai 2022 qu'elle souhaite écouter les opinions des districts, plutôt que la forte  opposition des experts juridiques, ces experts étant principalement basés dans la capitale.
En août 2022, pendant l'invasion de l'Ukraine par la Russie, Emilie Mehl reconnaît que les navires russes représentent un risque potentiel pour les intérêts norvégiens.
Plus tard en août, il est révélé qu'Emilie Mehl a refusé que des soldats ukrainiens blessés soient soignés en Norvège, malgré l'accord du ministère des Affaires étrangères. Quelques semaines plus tard, elle donne la même réponse que ce ministère. A cette époque, elle ne précise pas ces détails lorsqu'il est interrogée à ce sujet au Storting. La commission permanente de contrôle et des affaires constitutionnelles annonce qu'elle organisera une audience pour cette affaire et convoquerait Mehl, le Premier ministre Støre et la ministre des Affaires étrangères Anniken Huitfeldt pour un interrogatoire,.
Le 17 octobre, elle avertit la population de se tenir en état d'alerte maximale et de signaler les activités suspectes de drones.
Plus tard en octobre, Emilie Mehl ordonne une enquête complète sur toutes les institutions qui ont géré les enquêtes et les procédures judiciaires sur les meurtres de Baneheia. Elle ajoute que le ministère de la justice est en train de créer une commission pour l'établissement des faits,.
En octobre, elle présente Beate Gangås comme nouveau chef du service de sécurité de la police norvégienne.
À partir du 31 octobre, elle dispose de six jours pour répondre au parlement ; certains députés déclarent qu'un récent achat de drones chinois à l'entreprise DJI aurait dû être annulé. Auparavant, en janvier 2022, le Parti conservateur avait exprimé des inquiétudes pour la sécurité nationale sur le processus d'acquisition par la police de drones chinois auprès de DJI. En réponse, Emilie Mehl convoque le directeur de la police Benedicte Bjørnland.
Le 2 novembre 2022, Emilie Mehl est contrainte d'interrompre une enquête que le ministère de la justice avait ordonnée à la direction de la police ; cette annulation a lieu trois heures après que les médias aient annoncé l'enquête. Le Bureau du Premier ministre contacte la direction du Parti du centre et lui exprime sa préoccupation. L'enquête en question vise à décentraliser la police nationale ; l'un des objectifs est de créer 20 nouveaux commissariats de police dans les districts, chacun avec cinq policiers. Cette enquête est censée évaluer les possibilités de faire des coupes importantes concernant la police. La semaine suivante, selon les médias, 3 des 4 points de l'enquête n'ont pas encore été arrêtés par Emilie Mehl.
Le 4 novembre, le chef du Comité permanent de la justice déclare ne pas comprendre qu'Emilie Mehl n'intervienne pas et ne donne pas d'ordres au ministère de la Justice et aux agences qui en dépendent, à propos du licenciement d'un dénonciateur au service de sécurité de la police norvégienne (PST). Après avoir lancé l'alerte, le lanceur d'alerte s'est fait dire qu'il aurait besoin de deux autorités pour lui donner l'autorisation d'accéder aux informations classifiées : un chef de police (responsable) et aussi le chef du PST,. Dans une réponse du 2 novembre, Emilie Mehl affirme qu'une telle « double autorisation » est requise par la loi, mais trois documents du ministère de la justice datant de 2017, 2019 et 2020 disent le contraire. Carl I. Hagen, membre du Comité permanent de l'examen et des affaires constitutionnelles, envoie des questions à Emilie Mehl, et lui envoie des questions supplémentaires après le 5 novembre.
En décembre 2022, les partis d'opposition et les partis gouvernementaux demandent la création d'un poste d'ombudsman (défenseur) pour les lanceurs d'alerte en matière policière ou judiciaire. Emilie Mehl avait annoncé en mai qu'elle créerait ce poste, mais elle avait ensuite abandonné l'idée. En mai 2022, le syndicat de la police norvégienne avait rejeté cette idée.
Le 15 décembre, Emilie Mehl présente les excuses du gouvernement sur la condamnation injustifiée de Viggo Kristiansen dans les meurtres de Baneheia.
Emilie Mehl admet début février 2023 qu'elle a TikTok sur son téléphone professionnel. Elle déclare cependant qu'elle utilise toujours l'application. Le Parti conservateur avait auparavant exprimé une baisse de confiance en elle, ce que le Parti du progrès a également soutenu plus tard,,.
Emilie Mehl est sévèrement critiqué en juin sur la gestion des renseignements et les conclusions de l'enquête sur la fusillade d'Oslo en 2022.
Elle visite en août les municipalités touchées par la tempête Hans à Innlandet, et elle fait l'éloge des populations locales et des services d'urgence.